# Лучшие из лучших
«Лучшие из лучших» (англ. Best of the Best) — американский фильм о боевых искусствах, срежиссированный Робертом «Бобом» Рэдлером и спродюсированный Филлипом Ри и Питером Э. Штрауссом по сюжету Ри и Пола Левайна. Ри  также исполнил роль центрального протагониста, хоть и был упомянут в титрах и рекламных материалах более скромно, по сравнению с более именитыми участниками актёрского состава, такими как Эрик Робертс, Джеймс Эрл Джонс, Салли Кёркланд и Луиза Флетчер, каждый из которых на тот момент являлся как минимум номинантом премии «Оскар». Помимо них, в основной актёрский ансамбль вошли Джон П. Райан, Джон Дай, Дэвид Агреста, Том Эверетт, Крис Пенн и родной брат Филлипа Ри, Саймон Ри, который не только исполнил роль центрального антагониста, но и параллельно выступил в качестве постановщика трюков и боевых сцен.
Сюжет повествует о национальной сборной США по карате, призванной выступить в 1989 году на международном турнире со смешанными правилами против сборной Южной Кореи по тхэквондо. Основан на реальных событиях и личном опыте самого Филлипа Ри — мастера боевых искусств, выступавшего в составе сборной США против сборной Южной Кореи на чемпионате по тхэквондо в 1980 году.
10 ноября 1989 года фильм был выпущен в ограниченный кинотеатральный прокат в США, где собрал 1,7 млн долларов. Однако для широкого распространения он был рассчитан на прокат видеокассет, в котором продемонстрировал крайне высокие показатели как на домашнем, так и международном рынке, став хитом видеопроката и кабельных телеканалов. Лента получила положительные отзывы и оценки подавляющей части целевой аудитории (зрителей/покупателей/потребителей) и со временем заслужила статус культовой классики, несмотря на преимущественно отрицательную реакцию профессиональных критиков. Положительная реакция аудитории на фильм и его впечатляющие коммерческие результаты в видеопрокате и рейтинги на кабельном телевидении повлекли за собой создание видеоигры 1992 года Best of the Best: Championship Karate и серии фильмов, в которую вошли ещё три продолжения — «Лучшие из лучших 2» (1993), «Лучшие из лучших 3» (1995) и «Лучший из лучших 4: Без предупреждения» (1998). Также Филлип и Саймон Ри разрабатывают пятый фильм, который по состоянию на август 2025 года находится на этапе подготовительного периода.

## Сюжет
Май 1989 года, близится международный турнир по смешанным полноконтактным правилам тхэквондо, карате, кикбоксинга и дзюдо, на котором борьба за золотые медали развернётся в матче между национальной сборной Южной Кореи по тхэквондо и национальной сборной США по карате. В Соединённых Штатах отобраны пять бойцов со всей страны. Наиболее техничный и универсальный из них — Томми Ли, инструктор по боевым единоборствам, который, помимо карате, как раз мастерски владеет тхэквондо. Самый многострадальный и закалённый в составе — Алекс Грейди, ветеран боевого спорта, вдовец и любящий отец, который после тяжёлой травмы плеча был вынужден завершить яркую спортивную карьеру и трудиться автослесарем на заводе, чтобы обеспечить сына и свою мать, однако при этом сумел вернуться для последнего для себя турнира, желая завоевать победу на глазах сына и стать для него примером. Трое других участников: Трэвис Брикли, отличающийся вспыльчивым характером, но принятый в сборную благодаря своей дерзости и неуступчивости, выгодной для победы; итальянец-эмигрант Сонни Грассо; а также самый скромный и добродушный из них — буддист Вирджил Келлер. Под руководством главного тренера Кузо и его ассистента, Дона Питерсона, все они должны постараться на 3 месяца забыть о личной жизни и разногласиях между собой.
Шансы на победу у сборной США практически отсутствуют, ведь южно-корейские спортсмены тренируются на пределе возможностей, закаляются в крайне суровых условиях и оттачивают свои навыки до совершенства круглый год, пользуются максимальной финансовой поддержкой своего государства, а также имеют на своём счету неоднократные случаи калечения и даже гибели своих соперников во время соревнований. Чтобы претендовать на победу, американцам нужно постараться стать лучше не только технически и физически, но также умственно и психологически. С целью восполнить нехватку тренеров в команде и добиться максимальной сосредоточенности спортсменов, представитель совета директоров сборной, мистер Дженнингс, вопреки желанию Кузо, приставляет к нему в помощники Кэтрин Уэйд — специалиста в области психологии и спортивной медицины, чей духовный подход к тренировочному процессу вызывает у Кузо скептицизм, поскольку тот привык к более строгим и консервативным методам работы.
На командном собрании с оглашением соперников Томми узнаёт, что ему предстоит противостоять сильнейшему бойцу южно-корейцев, которым является не кто иной, как Дэй Хан, в поединке с которым на подобном турнире прямо на глазах Томми погиб его старший брат много лет назад. Томми перестаёт спать по ночам из-за кошмаров, заставляющих его подробно вспоминать те события. Вскоре потрясения и проблемы возникают и у Алекса: за 3 дня до матча его сын, Уолтер, попадает в аварию, что вынуждает Алекса просить главного тренера о временной отлучке. Получив неожиданный отказ, Алекс покидает расположение сборной самовольно, несмотря на правило, согласно которому спортсмен подвергается отчислению из команды в случае нарушения режима. Как только он убеждается, что жизнь и здоровье сына вне опасности, он возвращается на тренировочную базу, но тренер показательно, на глазах у команды, не спешит принимать его обратно в воспитательных целях. Тем временем, Томми, всё сильнее опасаясь приближающегося противостояния со смертоносным Дэй Ханом, теряет самообладание на тренировке и во время измерения силы удара случайно отправляет Вирджила в нокаут, а затем и вовсе уезжает с тренировочной базы, попутно поссорившись с Алексом, пытавшимся его переубедить. Деморализованные из-за отсутствия лидеров команды, остальные бойцы просят тренера вернуть Алекса и Томми. Видя то, насколько сильно команда привязалась друг к другу, Кузо не затягивает отчисление Алекса и отменяет его под личную ответственность, а Томми успевает перебороть свои страхи и вернуться в команду самостоятельно прямо в аэропорту, после чего спортсмены и тренерский состав, помирившись и воспрянув духом, вылетают на матч.
Матч проходит в столице Южной Кореи, Сеуле. Победителем будет признана команда, набравшая в сумме больше очков, исход каждого боя не столь важен, однако в случае ничьи победителя определит дополнительный этап — разбивание бетонных блоков. Из бойцов американской сборной первыми выступать начинают Сонни и Вирджил, которые терпят поражения в своих поединках. Третьим на помост выходит Трэвис и, в свою очередь, добивается в бою ничьи, но проигрывает противостояние по итогам разбивания блоков. После трёх поражений американцы имеют явное очковое отставание, судьба матча зависит от Алекса и Томми. Алекс ведёт свой поединок, демонстрируя превосходство над соперником, пока за 30 секунд до окончания не пропускает неожиданный удар ногой по повреждённому плечу, получая вывих сустава. Чтобы избежать технического поражения и не потерять полученные в матче очки, он просит Томми вправить ему плечо прямо на помосте, после чего, с перевязанной рукой, сохраняет для команды шанс на золотые медали, героически отправив соперника в нокаут на глазах у сына и матери, находящихся на трибуне. Настаёт время решающего поединка между Томми и Дэй Ханом, который для первого складывается ожидаемо тяжёло. Несмотря на то, что Хан выигрывает в матче и даже позволяет себе пользоваться запрещёнными приёмами, один из которых проходит мимо внимания рефери, Томми всё же удаётся сначала сократить преимущество соперника до 6 очков, а затем и вовсе свести отставание к минимуму, измотав Хана ударами менее, чем за минуту до конца финального раунда. Для того чтобы набрать два очка, необходимых для победы, Томми остаётся нанести последний удар сопернику, едва стоящему на ногах. Однако, понимая, что он может убить Хана в отместку за погибшего брата, его в последний момент пытаются отговорить тренер Кузо и Алекс. Томми колеблется, вспоминая гибель брата, но с места так и не двигается, чем оставляет Хану жизнь и позволяет бою завершиться в пользу соперника. Несмотря на то, что победа достаётся сборной Южной Кореи, тренер Кузо утешает Томми, говоря ему: «Ты выиграл этот матч. Никогда не забывай об этом».
Начинается церемония награждения, сборной Южной Кореи вручают золотые медали на глазах у раздосадованных американских спортсменов. Неожиданно для всех, к Томми подходит Дэй Хан, начиная в слезах благодарить его за пощаду и просить прощения за утрату брата. Взамен Хан предлагает Томми отныне считать его братом, признаёт Томми истинным победителем и передаёт ему свою медаль, после чего они обнимают друг друга под аплодисменты зрителей. Южно-корейская сборная следует примеру Хана и, выражая признание и уважение, отдаёт свои медали сборной США.

## В ролях
Сборная США
- Эрик Робертс — Алекс Грейди
- Филлип Ри — Томми Ли
- Джеймс Эрл Джонс — Фрэнк Кузо, главный тренер
- Салли Кёркланд — Кэтрин Уэйд, второй ассистент главного тренера
- Крис Пенн — Трэвис Брикли
- Джон Дай[англ.] — Вирджил Келлер
- Дэвид Агреста — Сонни Грассо
- Том Эверетт — Дон Питерсон, первый ассистент главного тренера
- Джон П. Райан[англ.] — мистер Дженнингс, представитель совета директоров

Сборная Южной Кореи
- Саймон Ри — Дэй Хан, лидер сборной и соперник Томми
- Хи Иль Чо[англ.] — главный тренер
- Джеймс Лью[англ.] — Се Джин Квон, соперник Алекса
- Кен Нагаяма — Юнг Ким, соперник Сонни
- Хо Сик Пак — Хан Чо, соперник Вирджила
- Дэ Гю Чанг — Тунг Сон Мун, соперник Трэвиса

Прочие персонажи
- Луиза Флетчер — мисс Грейди, мать Алекса
- Эдан Гросс[англ.] — Уолтер Грейди, сын Алекса
- Ахмад Рашад[англ.] — комментатор
- Эдвард Банкер — Стэн, приятель и коллега Алекса на автозаводе
- Хелен Фунай — мать Томми
- Юджин Чоу — юный Томми
- Саманта Скалли — Кэрол Энн, девушка Вирджила в баре
- Эдриэнн Сакс — Келли, девушка Трэвиса в баре
- Кейн Ходдер — Бёрт, задира в баре
- Дэвид Парк — старший брат Томми

## Музыка
Автором инструментальных композиций к фильму выступил малоизвестный композитор Пол Гилман, до этого работавший над другим фильмом с участием Филлипа Ри — боевиком «Молчаливые убийцы» (англ. Silent Assassins) 1988 года. Композиции его авторства не были выпущены в отдельном сборнике, но одна из них — Original Score Medley — вошла в альбом с песнями различных исполнителей (Best of the Best: The Soundtrack), который в 1989 году был издан на виниловой пластинке, аудиокассете, а также CD-диске, получившем переиздание в 2004 году.
Заглавной музыкальной темой фильма стала песня Best of the Best группы Stubblefield & Hall, альбомная версия которой, однако, отличается от той, что звучит в фильме в сцене предпоследней тренировки сборной США. В финальных титрах и в сцене первой тренировки американской сборной звучит песня Something so Strong в исполнении Джима Капальди. Также в сцене поездки Томми Ли на мотоцикле звучит отрывок из песни Enemy от Дэвида Стила и Сью Леонард (англ. Sue Leonard). Данная композиция, впрочем, не только не вошла в альбом с песнями, но и не была нигде издана в принципе, так и оставшись частично доступной для прослушивания лишь в фильме.
| №                   | Название                                                                              | Исполнитель         | Длительность |
| ------------------- | ------------------------------------------------------------------------------------- | ------------------- | ------------ |
| 1.                  | «Tales of Power» (авторы — Jim Capaldi, Carlos Santana, C. Thompson и Orestes Vilató) | Jim Capaldi         | 3:32         |
| 2.                  | «Best of the Best» (автор — Ike Stubblefield)                                         | Stubblefield & Hall | 4:12         |
| 3.                  | «American Hotel» (автор — Kirsten Nash)                                               | Kirsten Nash        | 4:14         |
| 4.                  | «Something so Strong» (авторы — Jim Capaldi, Peter Vale и Miles Waters)               | Jim Capaldi         | 4:34         |
| 5.                  | «The Devil Made Me Do It» (авторы — George Kooymans и Barry Hay)                      | Golden Earring      | 3:18         |
| 6.                  | «Radar Love — Live» (авторы — George Kooymans и Barry Hay)                            | Golden Earring      | 4:00         |
| 7.                  | «Backroads» (автор — Charlie Major)                                                   | Charlie Major       | 4:03         |
| 8.                  | «Someday I'm Gonna Ride in a Cadillac» (автор — Charlie Major)                        | Charlie Major       | 3:36         |
| 9.                  | «Original Score Medley» (автор — Paul Gilman)                                         | Paul Gilman         | 4:11         |
| Общая длительность: | Общая длительность:                                                                   | Общая длительность: | 35:40        |

## Реакция
Фильм получил преимущественно положительные отзывы и оценки целевой аудитории (зрителей/покупателей/потребителей), однако был отрицательно принят большинством профессиональных критиков. В частности, на сайте-агрегаторе Rotten Tomatoes общий рейтинг фильма среди всех пользователей составляет 72 % (3,8 балла из 5) на основе свыше 10 тыс. мнений, при этом средний рейтинг критиков — 33 % (4,3 балла из 10) на основе 6 рецензий (2 — положительные, 4 — отрицательные). На сайте Internet Movie Database, международной свободно редактируемой базе данных о кино, общая оценка зрителей составляет 6,4 балла из 10 при 14,5 тыс. голосов. Рейтинг зрителей на портале «Кинопоиск», русскоязычной свободно редактируемой базе данных о кино, составляет 100 % при 13 рецензиях (11 — положительные, 2 — нейтральные), а оценка — 7,3 балла из 10 при 15 тыс. голосов. На сайте AllMovie средний рейтинг зрителей (при 22 оценках), как и средний рейтинг редакции сайта,  составляет 3 балла из 5.
На своём сайте компания Fandango (владелец интернет-агрегатора Rotten Tomatoes) составила список «15 самых вдохновляющих спортивных фильмов», закончив его лентой «Лучшие из лучших» с итоговыми словами о том, что без неё «ни один список самых вдохновляющих фильмов не был бы полноценным».
Боец смешанных единоборств Чак Лидделл, бывший чемпион UFC в полутяжёлом весе и член Зала славы UFC, в автобиографической книге Iceman: My Fighting Life назвал фильм своим любимым о боевых искусствах. Также одним из любимых он является для мастера боевых искусств, актёра и кинематографиста Брена Фостера, которого турнирные и тренировочные сцены, особенно с ударной техникой братьев Ри, вдохновили на выбор тхэквондо в качестве своего основного спортивного направления. Примечательно, что Фостер и Саймон Ри снимались вместе в таких документальных спортивных телепрограммах, как «Экстремальные боевые искусства» (2003; англ. XMA: Xtreme Martial Arts) для канала Discovery и «Наука рукопашного боя» (2008) для канала National Geographic.

## Продолжения
Спустя 4 года на экраны вышло продолжение — «Лучшие из лучших 2», в котором, как и в первом фильме, режиссёром выступил Роберт «Боб» Рэдлер, а продюсерами — Питер Э. Штраусс и Филлип Ри. Сценарий был написан при соавторстве Макса Строма, автора дополнительных диалогов первой ленты. Из актёрского состава оригинального фильма, помимо Филлипа Ри, вернулись Эрик Робертс, Крис Пенн, Эдан Гросс, Саймон Ри и Кен Нагаяма; также вернулся персонаж Се Джин Квон, роль которого, однако, исполнил не Джеймс Лью, а другой мастер боевых искусств — Хэйуорд Нисиока. Повествующая о подпольных смертельных боях без правил, в кинопрокат США лента была выпущена более крупной компанией — 20th Century Fox — и добилась более высоких кассовых сборов, чем первый фильм. В последующие 5 лет состоялся выход ещё двух продолжений — «Лучшие из лучших 3» (1995) и «Лучший из лучших 4: Без предупреждения» (1998), сюжет которых, однако, посвящён дальнейшей судьбе одного Томми Ли. Филлип Ри вернулся в качестве актёра и продюсера для обоих из них, выступил их режиссёром, а также стал соавтором сценария четвёртой ленты. Его брат, Саймон, хоть и не участвовал в качестве актёра в двух последних фильмах, однако выступил постановщиком экшн-сцен во всех трёх продолжениях.
В 2015 году в прокат вышел фильм «Неудачники» (англ. Underdog Kids), который хоть и формально не относится к серии «Лучшие из лучших», однако концептуально представляет собой детскую версию первой ленты. Филлип Ри выступил в нём в качестве продюсера и сценариста, а также исполнил главную роль — Джимми Ли по прозвищу «Молния», бывшего чемпиона по смешанным боевым единоборствам, который становится наставником команды из неблагополучных детей, чтобы дать им достойное воспитание, сплотить их и помочь  выступить против чемпионской сборной по карате из Беверли-Хиллз. В том же году, отвечая на вопрос о том, почему лента не была попросту выпущена в виде продолжения серии «Лучшие из лучших», Ри сообщил изданию The Action Elite, что причиной этому стало то, что он готовится к продюсированию фильма, являющегося перезапуском серии.
В интервью для YouTube-канала Hardcore Graveyard, опубликованному в ноябре 2020 года, Филлип Ри сообщил о разработке некоего проекта, связанного с серией «Лучшие из лучших», однако не уточнил, является ли он упомянутым ранее фильмом-перезапуском или чем-то другим. В октябре 2023 года, присутствуя со своим братом Сайманом в студии YouTube-канала The Casuals MMA, Филлип сообщил о разработке пятого фильма, сюжет которого был написан им в духе первого. В марте 2024 года Саймон Ри в интервью YouTube-каналу Viking Samurai раскрыл подробности сюжета, сообщив, что он посвящён бойцовскому турниру в формате «2 на 2», а также добавил, что сценарий полностью готов и в продюсировании заинтересованы две компании, с которыми Филлип ведёт переговоры, чтобы получить полный творческий контроль над проектом. В том же году Филлип также упомянал о проекте в апреле в студии телеканала FOX 8 News Cleveland и в сентябре в интервью для YouTube-канала Kung fu Khronicles, а в феврале 2025 года объявил о нём на своей странице в Instagram. В мае Саймон опубликовал на своей странице в Instagram совместные фотографии с ним, его братом Филлипом и Эриком Робертсом, которые были сделаны во время их встречи по поводу планирования пятого фильма. В августе того же года Филлип опубликовал в Instagram фото обложки сценария «Лучшие из лучших 5» (англ. Best of the Best 5) со слоганом «Чти храбрых» (англ. Honor the Brave). Авторами сценария выступили сам Филлип и Марк Немкофф.